# Banco Mercantil de Santander

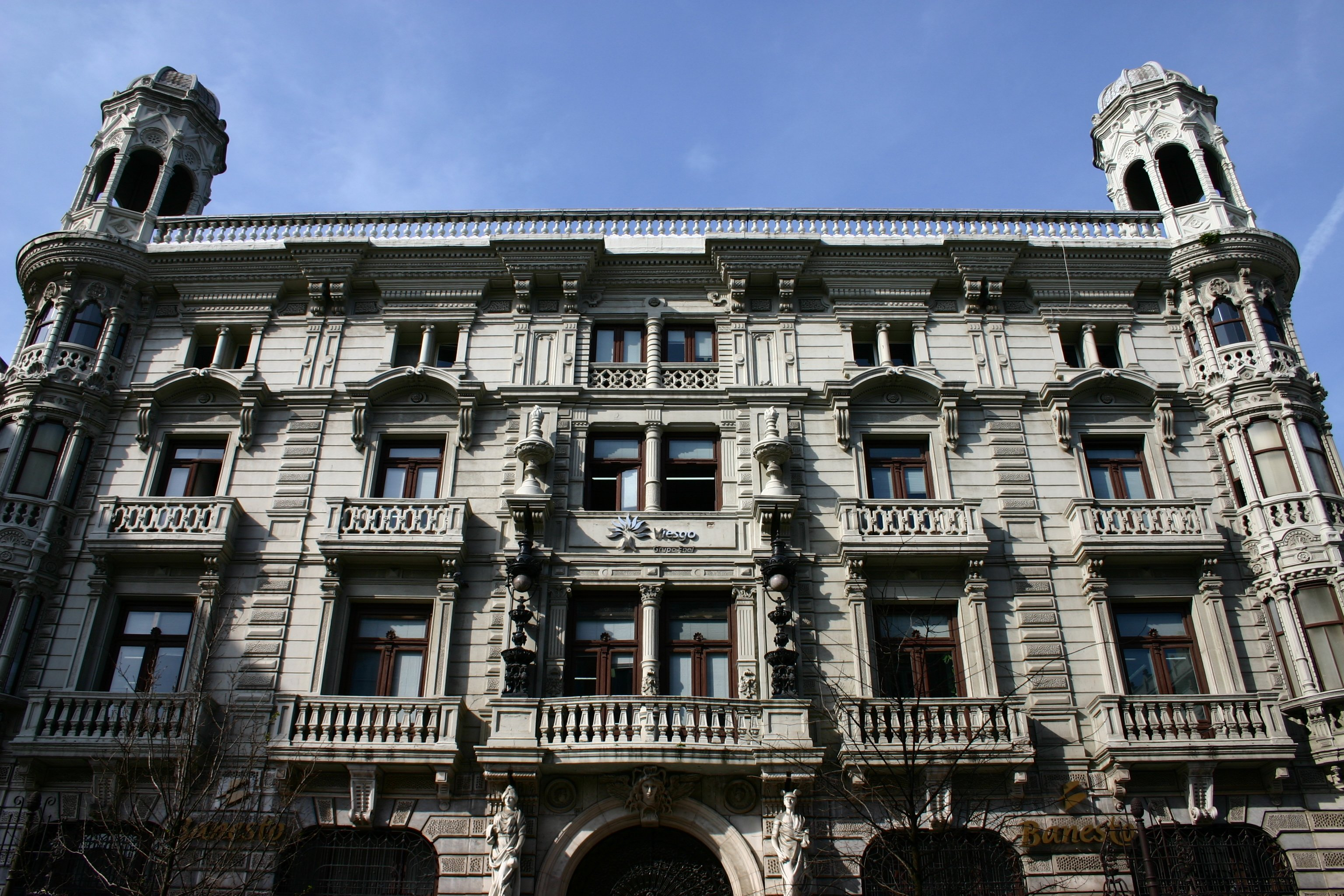
El edificio del Banco Mercantil.

El Banco Mercantil de Santander fue constituido el día 7 de agosto de 1899 en la ciudad de Santander (España) por un grupo de personas relacionadas con el comercio, con un capital social de 8 millones de pesetas. El Banco Mercantil de Santander se fundó en el despacho de Francisco González-Camino García de la Concha en el número 16 del Muelle, hoy Paseo Pereda. Como vocales del nuevo banco figuraron Manuel García-Obregon Ruiz de la Prada, José Azcona de la Sierra, Pedro Cobo Bustamante.

## Historia
La primera junta de gobierno estaba compuesta presidida por Ramón López Dóriga, y como vicepresidente Guillermo Yllera. La oficina provisional se instaló en la plaza del Príncipe, número 1.
Se realizaron gestiones para conseguir la fusión con el Banco de Santander, pero fracasadas estas, se notificó en la junta general, celebrada el 31 de octubre de 1899, la falta de acuerdo para la realización de esta unión, considerada de gran importancia para la Banca santanderina.
El banco comenzó sus actividades el día 4 de noviembre de 1899, en un local situado en la planta baja del número 28 del muelle, con entrada por la calle Calderón. En el año 1903 se inaugura la nueva sede, situada en la calle del Martillo, entre la calle de Hernán Cortés y la calle del Medio. En 1910 inauguró su sucursal en León, siendo el primer banco privado en establecerse en la localidad.
El Banco Mercantil se situó como el primer banco de la región, tanto en capital social y recursos ajenos como en número de sucursales y agencias. En 1946 es absorbido por el Banco de Santander, contando entonces con 25 agencias situadas, además de en la región, en Asturias, Salamanca, León, Palencia, Burgos y Logroño. En la absorción, la sede social pasó a ser propiedad del Banco Español de Crédito, que poseía un paquete de acciones del Banco Mercantil. El edificio fue ocupado por la empresa Enel Viesgo y la entidad financiera Banco Santander de manera conjunta.

## Edificio

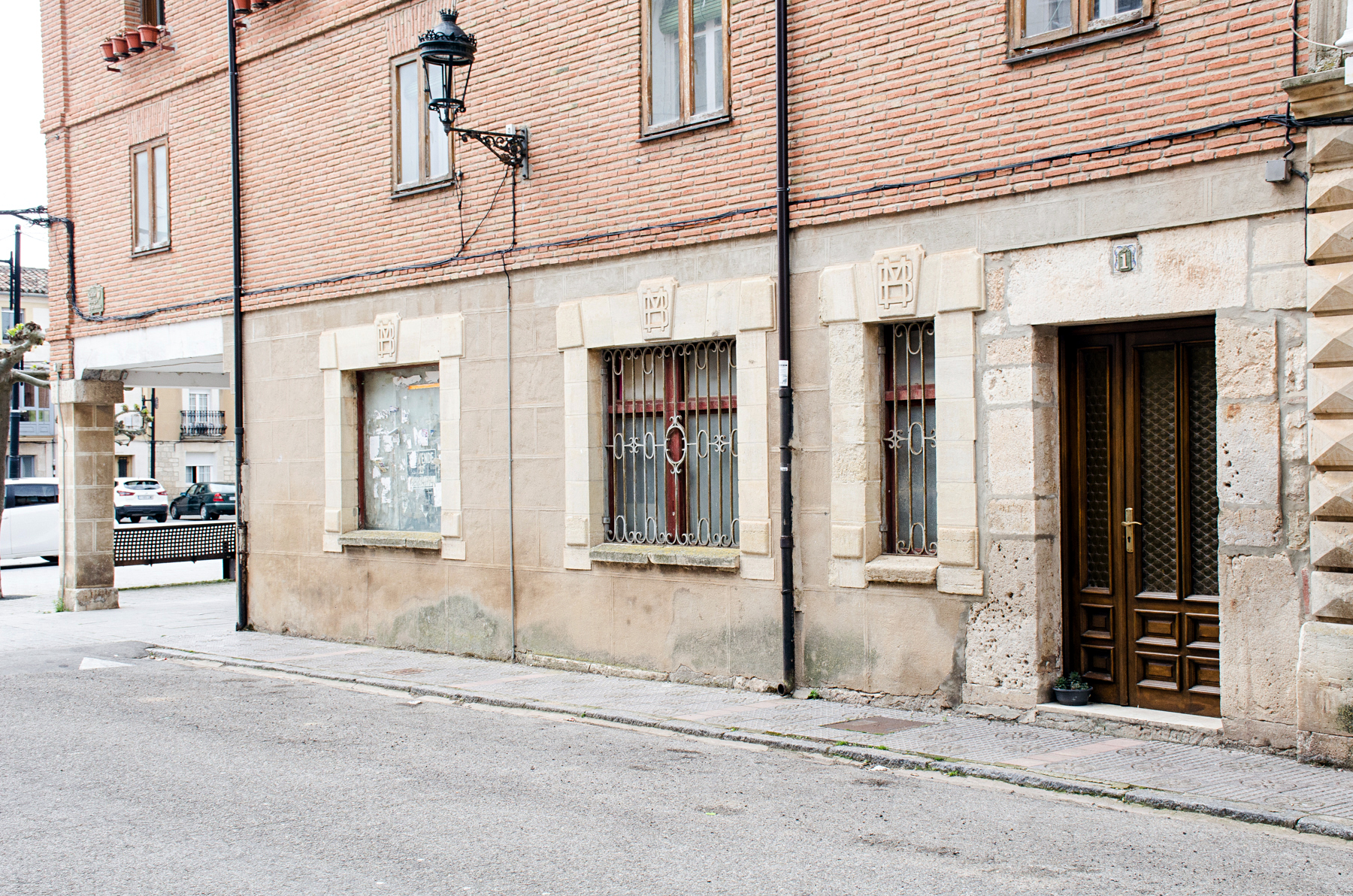
Antigua sucursal en Villadiego. Conserva el logotipo del banco sobre las ventanas.

El edificio está ubicado en un solar cuadrangular. Es obra de Casimiro Pérez de la Riva, que dio continuidad a los excesos escenográficos de los edificios administrativos finiseculares del siglo XIX. Su programa ornamental se hunde en el manierismo italiano, concediendo mayor importancia a los detalles puramente arquitectónicos, creados a base de líneas y motivos geométricos. Proliferan los contrastes de texturas, los almohadillados, las cornisas movidas, los elementos en voladizo, los huecos, molduras y adornos de diversa índole, en un verdadero delirio decorativo. El interior se organiza en torno a un amplio patio de planta octogonal iluminado por una gran claraboya con vidrieras de colores.
Construido en 1900, el arquitecto Javier González de Riancho reformó los interiores en el año 1913 basándose en las nuevas tendencias Art-Nouveau: escayolas pintadas, vidrios coloreados, bronces, capiteles con motivos florales de fundición, todo ello dentro de una exuberancia ornamental. Las sobrefachadas que proyectó Riancho fueron muy imitadas en edificios posteriores, sobre todo en aquellos de carácter comercial.
El edificio, que durante los años 20 albergó la diputación, es en definitiva un típico banco "fin de siglo", producto de uno de los momentos de oro de la economía española y más especialmente de la montañesa, testimonio del auge de la ciudad de Santander.
Entre 2020 y 2023 el Banco Santander encargó al estudio Cruz y Ortiz Arquitectos la transformación del edificio en la nueva sede territorial del banco, dentro de un ambicioso proyecto de la entidad que incluía también la transformación de su sede social en el Paseo de Pereda por parte del arquitecto David Chipperfield. El edificio fue reconvertido en su interior, manteniendo y ampliando el patio interior abierto y diáfano, y que se adapta a las nuevas funciones que se proyectaron. Además se intervino en la conservación de toda la fachada y la reurbanización de la plaza Morena frente a la entrada principal. En las plantas primera, segunda y tercera se sitúan las oficinas y despachos del Banco Santander, mientras que la planta baja tiene salas de reuniones, espacio para trabajos compartidos y zonas para café.